# Minoru Kobata
Minoru Kobata (jap. 小畑 穣, Kobata Minoru; * 24. November 1946 in Urawa (heute: Saitama)) ist ein ehemaliger japanischer Fußballspieler.

## Nationalmannschaft
1970 debütierte Kobata für die japanische Fußballnationalmannschaft. Kobata bestritt 13 Länderspiele.

## Errungene Titel
- Japan Soccer League: 1972
- Kaiserpokal: 1972, 1975

## Persönliche Auszeichnungen
- Japan Soccer League Best Eleven: 1970